# Route 348 (Nouvelle-Écosse)
Pour les articles homonymes, voir Route 348.
La route 348 est une route secondaire de la Nouvelle-Écosse d'orientation nord-ouest/sud-est généralement, située dans le centre-est de la province, desservant les villes de Trenton, New Glasgow et Caledonia. Elle est une route moyennement fréquentée dans l'ensemble, et est très fréquentée dans le centre-ville de New Glasgow. De plus, elle mesure 101 kilomètres, et est une route asphaltée sur l'entièreté de son tracé.

## Tracé
La route 348 débute au terminus nord de la route 289, à Little Harbour, au nord-est de New Glasgow. Elle commence par se diriger vers l'ouest sur la route Pictou Landing, suivant les côtes du détroit de Northumberland et de la rivière Pictou. Elle traverse ensuite les villes de Trenton et de New Glasgow en suivant la rive est de la rivière, en étant la rue principale. Elle croise ensuite la Route Transcanadienne, la route 104, à sa sortie 25, alors qu'elle quitte New Glasgow par le sud. Elle continue ensuite de suivre la rivière Pictou est pour une vingtaine de kilomètres, traversant quelques petites communautés situées le long de la rivière. Elle entre ensuite dans une zone beaucoup plus isolée, traversant Caledonia, puis se dirigeant vers l'est en suivant la rivière West. Elle se termine 30 kilomètres, à l'est de Caledonia, sur la route 7, à Melrose, alors qu'elle se sépare en 2 routes.

## Communautés traversées
- Little Harbour, km 0
- Pictou Landing, km 13
- Hillsdale, km 18
- Trenton, km 19-21
- New Glasgow, km 22-27
- Churchville, km 33
- Springville, km 40
- Bridgeville, km 43
- Saint-Pauls, km 46
- Glencoe, km 48
- Iron Rock, km 50
- Sunny Brae, km 52
- Caledonia, km 69
- Lower Caledonia, km 80
- Upper Smithfield, km 87
- Smithfield, km 93
- Glonelg, km 98
- Melrose, km 101